# Predeal
Predeal is een stad (oraș) in het Roemeense district Brașov. De stad telt 5615 inwoners (2002).